# Leo Kurpershoek
Leendert Hendrik (Leo) Kurpershoek (Rotterdam, 7 november 1885 – Enschede, 5 oktober 1970) was een Nederlandse kunstschilder en tekenaar. 

## Leven en werk
Kurpershoek was een zoon van Theodorus Lambertus Kurpershoek en Klazina Waterman. Hij trouwde met Hendrika Johanna Bollenkamp, uit welk huwelijk onder anderen Theo Kurpershoek werd geboren.
Kurpershoek behaalde de akte M.O. tekenen aan de Academie van Beeldende Kunsten te Rotterdam, waar hij een leerling was van Nicolaas Bastert. Hij schilderde en tekende in de trant van de Haagse School, onder meer stillevens, landschappen en stadsgezichten.